# Kelly LeBrock

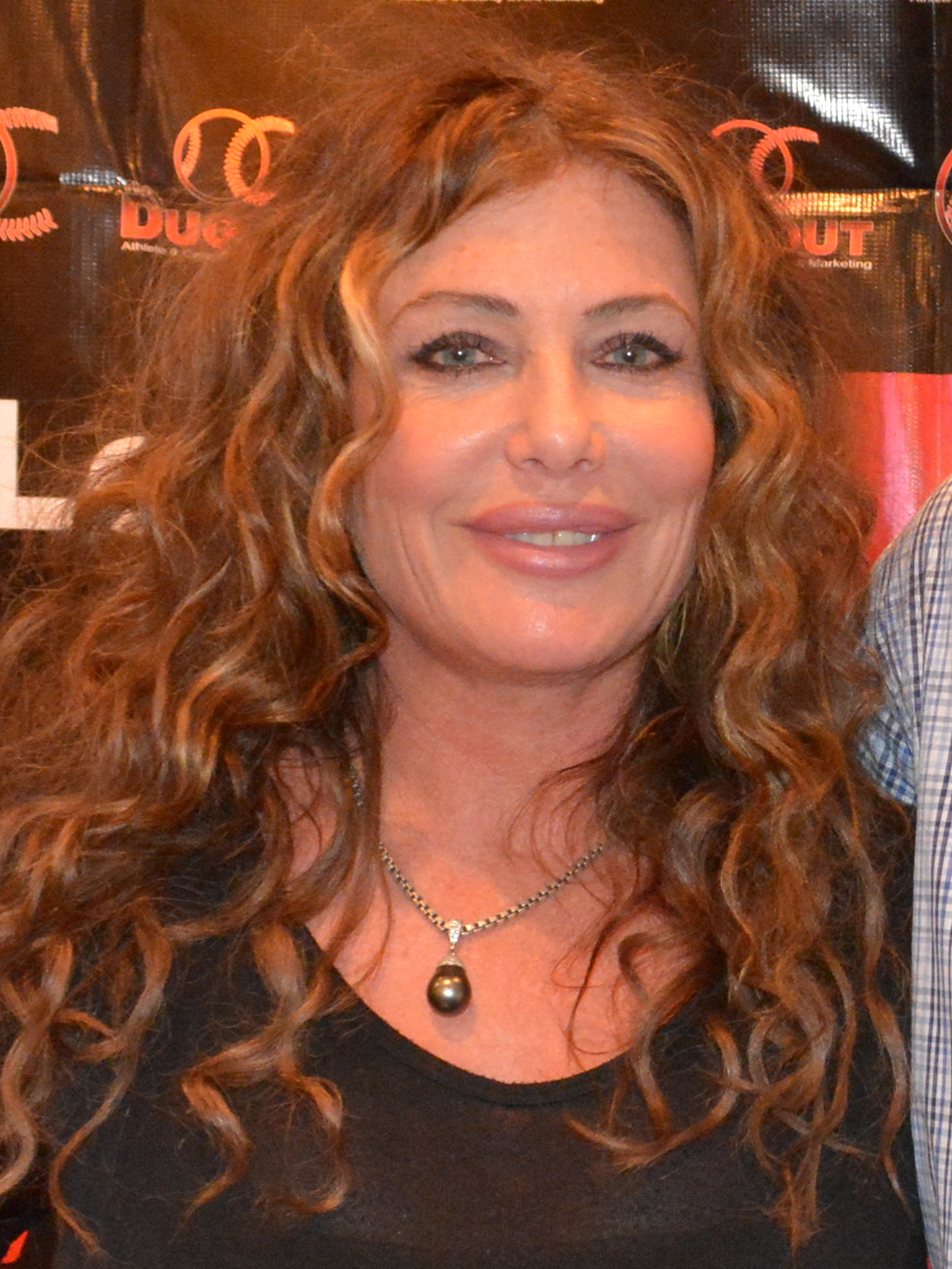
Kelly LeBrock (2014)

Kelly LeBrock (* 24. März 1960 in New York City) ist eine US-amerikanische Filmschauspielerin und ehemaliges Model der 1980er Jahre.

## Leben
Kelly LeBrock wuchs in London auf und begann mit 16 Jahren als Model zu arbeiten. Zurück in New York wurde sie in den 1980er Jahren ein gefragtes Model und war auf diversen Covern zu sehen. Als titelgebende Traumfrau spielte sie die Hauptrolle in den Komödien Die Frau in Rot (1984) und L.I.S.A. – Der helle Wahnsinn (1985). 1990 spielte sie im Actionfilm Hard to Kill als Andy Stewart, gefolgt 1993 von Der Schrei der Taube. 1998 spielte sie wieder eine Komödie mit Leslie Nielsen ist sehr verdächtig. 2001 war sie als Morgana in Ben, der Zauberlehrling zu sehen, 2015 spielte sie als Miss Grant in der Biografie 10 Days in a Madhouse.
LeBrock war von 1987 bis 1996 mit dem Martial-Arts-Schauspieler Steven Seagal verheiratet. Die beiden haben drei gemeinsame Kinder.

## Filmografie
- 1984: Die Frau in Rot (The Woman in Red)
- 1985: L.I.S.A. – Der helle Wahnsinn (Weird Science)
- 1990: Hard to Kill
- 1993: Der Schrei der Taube (Betrayal of the Dove)
- 1993: David Copperfield (Zeichentrickfilm, Stimme)
- 1995: Revolver Girls (Hard Bounty)
- 1996: Die Spur des Killers (Tracks of a Killer)
- 1998: Leslie Nielsen ist sehr verdächtig (Wrongfully Accused)
- 2001: Ben, der Zauberlehrling (The Sorcerer’s Apprentice)
- 2005: Heute er, morgen sie (Zerophilia)
- 2006: Gamers
- 2007: The Mirror
- 2015: 10 Days in a Madhouse
- 2015: Ein Prinz zu Weihnachten (Small Town Prince, Fernsehfilm)
- 2021: Tomorrow’s Today